# Januário Cicco
Januário Cicco är en kommun i Brasilien.   Den ligger i delstaten Rio Grande do Norte, i den östra delen av landet, 1 700 km nordost om huvudstaden Brasília. Antalet invånare är 9 009.
Omgivningarna runt Januário Cicco är huvudsakligen savann. Runt Januário Cicco är det ganska glesbefolkat, med 39 invånare per kvadratkilometer.